# Phoebe Dynevor
Phoebe Dynevor (Trafford, Gran Manchester, 17 d'abril de 1995) és una actriu anglesa. Va començar la seva carrera com a actriu quan era petita al drama escolar de la BBC Waterloo Road (2009–2010). És coneguda pel seu paper de Daphne Bridgerton a la sèrie dramàtica d'època de Netflix Els Bridgerton (2020–actualitat). També ha tingut papers recurrents a les sèries de la BBC Prisoners' Wives (2012–2013) i Dickensian (2015–2016), la comèdia dramàtica de TV Land Younger (2017–2021), així com el paper protagonista a la sèrie de crims de Crackle, Snatch (2017–2018).

## Infantesa
Phoebe Harriet Dynevor va néixer el 17 d'abril de 1995 a Trafford (Gran Manchester), filla del guionista d'Emmerdale Tim Dynevor i de l'actriu Sally Dynevor, coneguda pel seu paper de Sally Webster a Coronation Street. Els seus avis paterns també havien treballat en el món televisiu. Té un germà petit, Samuel, i una germana petita, Harriet. Dynevor va anar a la guarderia a Altrincham, després en una escola de Stockport, on va obtenir una A i dues B als A Levels mentre feia d'actriu.

## Carrera
El 2009, quan tenia 14 anys, va tenir el seu primer paper com a Siobhan Mailey a la cinquena temporada de Waterloo Road. Després va aparèixer en altres sèries dramàtiques britàniques com ara Monroe i The Musketeers. També va tenir un paper secundari al drama de la BBC Prisoners' Wives com a Laura, filla d'un gàngster. El 2014 va aparèixer a la segona temporada de The Village i del 2015 al 2016 va fer de Martha Cratchit a Dickensian.
El 2016 es va anunciar que participaria juntament amb Luke Pasqualino i Rupert Grint a la sèrie de comèdia de crims de Crackle Snatch, el seu debut a la televisió dels EUA. La sèrie es va estrenar el 16 de març de 2017 i es va renovar per una segona temporada. El 2017, Dynevor es va unir al repartiment de la comèdia dramàtica de TV Land Younger en el paper recurrent de Clare.
El 2019 va ser escollida per fer el paper protagonista a la sèrie de drama d'època de Netflix Bridgerton, produïda per Shonda Rhimes, com a Daphne Bridgerton.

## Filmografia

### Pel·lícules
| Any          | Títol                           | Paper         | Notes                                    |
| ------------ | ------------------------------- | ------------- | ---------------------------------------- |
| 2016         | The Nature of Daylight          | Phoebe        | Curtmetratge                             |
| 2021         | The Colour Room                 | Clarice Cliff |                                          |
| Per anunciar | Fair Play                       |               | En rodatge                               |
| Per anunciar | Bank of Dave                    | Alexandra     | En rodatge                               |
| Per anunciar | The Outlaws Scarlett and Browne |               | També productora executiva; preproducció |

### Televisió
| Any             | Títol            | Paper                          | Notes                           |
| --------------- | ---------------- | ------------------------------ | ------------------------------- |
| 2009–2010       | Waterloo Road    | Siobhan Mailey                 | Personatge regular, 20 episodis |
| 2011            | Monroe           | Phoebe Cormack                 | Episodi 1.4                     |
| 2012–2013       | Prisoners' Wives | Lauren                         | Paper recurrent, 10 episodis    |
| 2014            | The Village      | Phoebe Rundle                  | Paper recurrent, 6 episodis     |
| 2015            | The Musketeers   | Camille                        | Episodi: "The Prodigal Father"  |
| 2015–2016       | Dickensian       | Martha Cratchit                | Paper recurrent, 11 episodis    |
| 2017–2018       | Snatch           | Lottie Mott                    | Main role, 20 episodis          |
| 2017–2021       | Younger          | Clare                          | Paper recurrent, 11 episodis    |
| 2020–actualitat | Bridgerton       | Daphne Bridgerton              | Paper principal                 |
| 2022            | Ten Percent      | Ella mateixa (ficcionalitzada) | Convidada, temporada 1          |

## Premis i nominacions
| Any  | Premi                                 | Categoria                                     | Treball nominat | Resultat | Ref.   |
| ---- | ------------------------------------- | --------------------------------------------- | --------------- | -------- | ------ |
| 2021 | Premis Satellite                      | Millor actriu en sèrie de televisió dramàtica | Bridgerton      | Nominat  | [ 11 ] |
| 2021 | Premi del Sindicat d'Actors de Cinema | Millor repartiment en una sèrie dramàtica     | Bridgerton      | Nominat  | [ 12 ] |